# Fred Leeder
Frederick Leeder (sinh ngày 15 tháng 9 năm 1936) là một cựu cầu thủ bóng đá người Anh thi đấu ở vị trí hậu vệ biên ở Football League cho Everton, Darlington và Southport. Ông cũng từng thi đấu bóng đá non-league cho Runcorn. Tờ Daily Express ghi chép trận đấu duy nhất của ông cho Everton, ngày 11 tháng 1 năm 1958 trước Chelsea, mô tả cách mà "Brabrook, với những đường đi bóng lắt léo, đã có màn ra mắt đầy ác mộng cho hậu vệ trái 19 tuổi của Everton là Fred Leeder."